# La Maestranza
La Plaza de Toros de la Real Maestranza de Caballería de Sevilla, meglio nota come La Maestranza, è una plaza de toros che si trova a Siviglia. È una delle più antiche di tutta la Spagna e può contenere un totale di 12.000 spettatori.

## Storia
La costruzione cominciò nel 1733 a partire da una pianta circolare sulla collina di Baratillo, in sostituzione della plaza de toros rettangolare. Successivamente, nel 1761, si cominciarono ad aggiungere le ochavas (ognuna equivalente a quattro archi). In questa prima tappa della costruzione i supervisori furono Francisco Sánchez de Aragón e Pedro y Vicente de San Martín. La facciata interna della plaza (chiamata Palco del Príncipe) fu completata nel 1765, ed essa consisteva in due parti: la porta d'accesso attraverso la quale uscivano i toreros vincitori, e il Palco stesso, che era riservato alla famiglia reale spagnola. La parte più alta del palco è formata da quattro archi. Il gruppo di sculture che chiude la composizione è opera dello scultore portoghese Cayetano de Acosta. Questo Palco fu costruito per il principe di Spagna, Filippo di Borbone, figlio di Filippo V di Spagna e di Elisabetta Farnese.
Quando Carlo III di Spagna proibì le celebrazioni di corride nel 1786, i lavori sulle sculture furono interrotti, anche se solo un terzo della plaza era stata completata in quell'epoca. Il vecchio Palco de la Diputación (ancora prima chiamato Palco de Ganaderos) è anch'esso di quel periodo ed è situato sopra le porte dei toriles e di fronte al Palco del Príncipe.
Dopo 34 anni la copertura delle gradinate di metà della plaza è stata portata a termine, alla sinistra e alla destra del Palco del Príncipe; essendo facilmente visibile dalla cattedrale e dalla Giralda, è stata riprodotta in un gran numero di stampe dell'epoca. Dal 1868 il Palco de la Diputación giaceva in uno stato tale da spingere lo scultore italiano Augusto Franchi a impegnarsi nella sua ristrutturazione, costruendo una nuova balaustra di marmo e lo scudo della Real Maestranza de Caballería. Inoltre, furono aggiunti cinque balconi a ogni lato del Palco de la Diputación dove attualmente si trovano gli orologi della plaza. La costruzione fu definitivamente conclusa nel 1881: per due terzi fu costruita in pietra, mentre il resto in legno.
Tra il 1914 e il 1915 le tribune in pietra furono rifatte sotto la direzione dell'architetto sivigliano Aníbal González. Si ricostruirono le tribune con una pendenza più leggera. Infine furono costruite un gruppo di poltrone nella parte superiore dello spazio all'ombra, davanti ai palchi.